# Orrum (Karolina Północna)
Orrum – miasto w Stanach Zjednoczonych, w stanie Karolina Północna, w hrabstwie Robeson.